# Erica esterhuyseniae
Erica esterhuyseniae är en ljungväxtart som beskrevs av Robert Harold Compton. Erica esterhuyseniae ingår i släktet klockljungssläktet, och familjen ljungväxter.

## Underarter
Arten delas in i följande underarter:
- E. e. tetramera
- E. e. trimera